# Tricrania stansburyi
Tricrania stansburyi är en skalbaggsart som först beskrevs av Samuel Stehman Haldeman 1852.  Tricrania stansburyi ingår i släktet Tricrania och familjen oljebaggar. Inga underarter finns listade i Catalogue of Life.